# Copa Mundial de Atletismo
La Copa Mundial de Atletismo (IAAF World Cup), fue una competición internacional de atletismo por equipos que organizó la Federación Internacional de Atletismo (IAAF). Tuvo lugar cada cuatro años en una sede designada para ello.
Su última edición se celebró en 2006, siendo sustituida por la Copa Continental de la IAAF (IAAF Continental Cup), a partir de la siguiente edición disputada en Split (Croacia) en el año 2010.

## Descripción
En cada edición participaron equipos que representaron a continentes complementados por otros que representaban a naciones. Era la única competición mundial deportiva con participación de equipos por continentes. Habitualmente tomaban parte nueve equipos: cinco que representaban a los continentes (Europa, América, África, Asia y Oceanía), las dos primeras naciones europeas clasificadas en la última Copa de Europa, Estados Unidos y el país organizador. Para que el país organizador pudiese tomar parte con equipo propio, el estadio donde se celebraba la competición debía tener nueve calles (en las pruebas de pista).
Los equipos de cada continente podían incluir atletas de todos los países de ese continente salvo de aquellos que contasen con equipo propio. Por ejemplo, el equipo de América incluía atletas de todos los países de América salvo de Estados Unidos, que presentaba un equipo propio.
La primera edición de la Copa del Mundo de Atletismo se celebró en Düsseldorf en 1977. La periodicidad comenzó siendo bienal, pero a partir de 1981 se celebró cada cuatro años, hasta la última en Atenas en 2006. España es el único país que la ha acogido en dos ocasiones: (Barcelona en 1989 y Madrid en 2002). Se ha celebrado alternativamente en Europa y en otro continente, salvo en las ediciones 9, 10 y 11.
La X Edición se celebró en el Estadio Olímpico de Atenas los días 16 y 17 de septiembre de 2006.
La IAAF ofreció premios a los atletas según el puesto que ocupasen (en 2002 fueron 30.000 dólares al ganador, 15.000 al segundo, 10.000 al tercero y así sucesivamente hasta 1.000 dólares para el octavo).

## Ediciones y clasificación
| Año  | Lugar         |         | Ganador           | Segundo           | Tercero             |
| ---- | ------------- | ------- | ----------------- | ----------------- | ------------------- |
| 1977 | Düsseldorf    | Hombres | Alemania Oriental | Estados Unidos    | Alemania Occidental |
| 1977 | Düsseldorf    | Mujeres | Europa            | Alemania Oriental | Unión Soviética     |
| 1979 | Montreal      | Hombres | Estados Unidos    | Europa            | Alemania Oriental   |
| 1979 | Montreal      | Mujeres | Alemania Oriental | Unión Soviética   | Europa              |
| 1981 | Roma          | Hombres | Europa            | Alemania Oriental | Estados Unidos      |
| 1981 | Roma          | Mujeres | Alemania Oriental | Europa            | Unión Soviética     |
| 1985 | Canberra      | Hombres | Estados Unidos    | Unión Soviética   | Alemania Oriental   |
| 1985 | Canberra      | Mujeres | Alemania Oriental | Unión Soviética   | Europa              |
| 1989 | Barcelona     | Hombres | Estados Unidos    | Europa            | Reino Unido         |
| 1989 | Barcelona     | Mujeres | Alemania Oriental | Unión Soviética   | América             |
| 1992 | La Habana     | Hombres | África            | Reino Unido       | Europa              |
| 1992 | La Habana     | Mujeres | Equipo Unificado  | Europa            | América             |
| 1994 | Londres       | Hombres | África            | Reino Unido       | América             |
| 1994 | Londres       | Mujeres | Europa            | América           | Alemania            |
| 1998 | Johannesburgo | Hombres | África            | Europa            | Alemania            |
| 1998 | Johannesburgo | Mujeres | Estados Unidos    | Europa            | África              |
| 2002 | Madrid        | Hombres | África            | Europa            | Estados Unidos      |
| 2002 | Madrid        | Mujeres | Rusia             | Europa            | América             |
| 2006 | Atenas        | Hombres | Europa            | Estados Unidos    | África              |
| 2006 | Atenas        | Mujeres | Rusia             | Europa            | América             |

## Principios de la competición
- Las competiciones femeninas y masculinas se realizan por separado.
- La competición se desarrolla, en general, durante dos días.
- Cada equipo presenta un participante a cada una de las 20 pruebas.
- El primer clasificado de cada prueba hace ganar 8 puntos a su equipo, el segundo 7 puntos, y así sucesivamente hasta el último, que recibe un punto. En caso de empate (en particular en los concursos), los puntos atribuidos a las plazas ocupadas por los empatados se distribuyen en partes iguales entre ellos. Un participante descalificado en una prueba o eliminado en un concurso sin conseguir una marca válida no gana ningún punto.

## Lista de pruebas
- 100 m
- 200 m
- 400 m
- 800 m
- 1 500 m
- 3000 m
- 5000 m
- 110 m vallas (H) / 100 m vallas (F)
- 400 m vallas
- 3000 m obstáculos
- Salto de altura
- Salto de longitud
- Triple salto
- Salto de pértiga
- Lanzamiento de disco
- Lanzamiento de martillo
- Lanzamiento de peso
- Lanzamiento de jabalina
- Relevo 4 × 100 m
- Relevo 4 × 400 m